# Moulins-sur-Ouanne
Moulins-sur-Ouanne là một xã của Pháp,tọa lạc ở tỉnh Yonne trong vùng Bourgogne.

## Hành chính
| Danh sách các thị trưởng               |                           |                   |      |         |
| Giai đoạn                              | Giai đoạn                 | Tên               | Đảng | Tư cách |
|                                        | tháng 3 2001-tháng 3 2008 | Jean-Claude Boyer |      |         |
| Tất cả các dữ liệu trước đây không rõ. |                           |                   |      |         |

## Thông tin nhân khẩu
| Năm | 1962 | 1968 | 1975 | 1982 | 1990 | 1999 |
| --- | ---- | ---- | ---- | ---- | ---- | ---- |
| Dân số | 196  | 196  | 192  | 187  | 200  | 220  |
| From the year 1962 on: No double counting—residents of multiple communes (e.g. students and military personnel) are counted only once. |      |      |      |      |      |      |